# Balik
Balik (Балик no alfabeto cirílico) é uma aldeia do município de Tervel, na província de Dobrich, no nordeste da Bulgária.
Em 2007, possuía uma população de 256 habitantes e uma área de 14,487 km², localizando-se a 367 quilômetros de Sófia, capital da Bulgária. Encontra-se na faixa de 200 a 300 metros acima do nível do mar e possui uma densidade populacional de 17,6 habitantes por quilômetro quadrado.